# Hedera Hashgraph
Hashgraph, est une technologie de registre distribué (DLT, Distributed Ledger Technology), avec une tolérance aux pannes byzantine asynchrone garantie (aBFT) où le consensus est atteint avec une probabilité de un. Il s'appuie sur un graphe acyclique dirigé et utilise le vote virtuel et le protocole de potins. Hasgraph, contrairement aux DLT basés sur la blockchain, a un débit élevé de dizaines de milliers de transactions par seconde, a une équité mathématiquement prouvée grâce à l'horodatage consensuel et a une tolérance aux pannes byzantine asynchrone. Grâce à ces propriétés, le hashgraph peut être utilisé dans des systèmes décentralisés qui nécessitent des performances et une sécurité élevées telles que les enchères, les jeux en ligne et les micro-paiements.
Hashgraph a été breveté aux États-Unis par le Dr Leemon C. Baird. Le premier registre commercial de hashgraph a été déployé par Swirlds Inc, dont le Dr Leemon est cofondateur et CTO.
La plate-forme Hedera Hashgraph est actuellement en développement et est conçue pour être une nouvelle forme de consensus distribuable. Hashgraph fait référence à un algorithme de consensus distribué, et Hedera est le grand registre distribué qui implémentera la technologie Hashgraph. Il s'agit d'une plate-forme de grand registre distribué similaire à Ethereum, qui peut exécuter des dApps et prendre en charge des contrats intelligents.

## Technologie Hashgraph[3]
L'idée technologique du hashgraph est très similaire à la blockchain. Cependant, certains changements dans le processus de validation des transactions et l'approche de réalisation du consensus rendent le hashgraph très différent de la structure traditionnelle de la blockchain.
Tout d'abord, hashgraph n'utilise pas de preuve de travail pour valider les transactions. Il n'y a pas de calculs difficiles nécessaires pour maintenir le réseau basé sur le hashgraph, ce qui le rend très accessible pour les utilisateurs individuels ainsi que pour les organisations.
La deuxième amélioration importante de hashgraph est une mise à niveau du concept de «bloc» de blockchain. Bloc est un stockage de données validé qui contient des informations sur les transactions et, parfois, des informations supplémentaires au sein d'un réseau basé sur la blockchain. Les informations contenues par le bloc traditionnel sont principalement une liste des transactions effectuées dans une période de temps donnée, un horodatage, le hachage du bloc et le hachage du bloc précédent. L'inclusion du deuxième hachage est ce qui fait de la blockchain une véritable chaîne de blocs. Hashgraph utilise un "événement" concept comme alternative au bloc. L'événement est similaire à un bloc, il contient également un horodatage et une liste de transactions, mais au lieu de hachages de bloc, il inclut deux hachages parents réguliers. En conséquence, alors que la blockchain construit quelque chose comme une ligne droite en choisissant un nœud particulier qui sera une plate-forme pour ajouter les nouveaux blocs, hashgraph établit un réseau de nœuds qui sont tous valides et interconnectés au sein de plusieurs lignes de nœuds.
Ainsi, comme la blockchain construit inévitablement des branches "mortes" autour de la chaîne principale, elle nécessite un élagage régulier du réseau afin de ne pas le laisser devenir incontrôlable. Contrairement à la blockchain, hashgraph développe un réseau de branches, qui sont connectées par les interactions entre les événements en leur sein. L'algorithme Hashgraph offre une efficacité presque parfaite dans l'utilisation de la bande passante, gérant des centaines de milliers de transactions par seconde et vérifiant plus d'un million de signatures par seconde. Le temps de finalité est mesuré en secondes; pas des minutes, des heures ou des jours. Le consensus est certain à 100% et, unique à Hedera, garanti de ne jamais changer.
Rappelant en mode aléatoire, tous les participants à Hashgraph créant des opérations (alias transactions ), qui devraient être confirmées par plusieurs autres participants sans qu'il soit nécessaire d'inclure l'ensemble du réseau dans le processus.
La rapidité des applications basées sur le consensus de Hashgraph vous permet d'enregistrer des événements dans un registre distribué presque en temps réel. Cela signifie que vous pouvez construire rapidement et en toute sécurité (fonctionnalité sans serveur, résistance aux DDOS attaques, piratage, hébergement zéro) de l'écosystème Internet des objets et de l'espace de l'environnement de travail. Selon Swirlds, même le travail distribué avec des documents texte devient possible.

## Protocole de bavardage
Le protocole de bavardage (en anglais gossip protocol, parfois aussi appelé epidemic protocol) est une procédure de communication d'ordinateur à ordinateur qui repose sur le processus de diffusion d'informations dans les réseaux sociaux ou la transmission d'épidémies. Le protocole de bavardage n'est pas une caractéristique unique de la technologie hashgraph. Il est implémenté dans la blockchain pour maintenir la cohérence de la base de données distribuée en faisant en sorte que les nœuds envoient des informations sur les transactions nouvellement reçues aux nœuds voisins, puis en faisant en sorte que les nœuds voisins envoient des informations sur l'obtention d'informations sur la transaction initiale.
Grâce à l'horodatage, au hachage et à l'utilisation de signatures numériques pour les événements de communication, il est possible pour les nœuds du réseau de reconstruire localement l'intégralité du hashgraph. Le protocole garantit qu'à un certain point, le nœud sait qu'un nombre suffisant d'autres nœuds ont également reconstruit le hashgraph. Le nœud utilise une copie locale du hashgraph pour calculer quelle décision de vote il doit prendre lorsque le consensus est décidé. Grâce à cela, les nœuds n'ont pas besoin d'échanger des informations supplémentaires pour parvenir à un consensus. Le nœud peut simplement dire que les autres nœuds qui ont le même hashgraph voteront de la même manière qu'ils calculent leurs décisions à partir du même ensemble de données. Ceci est connu sous le nom de vote virtuel car les votes au lieu d'être exprimés sont calculés.

## Merkle Trees[6]
En tant que stockage de fichiers, Hedera hashgraph implémente Merkle Trees et Merke DAGs (Directed Acyclic Graphs), ce qui signifie que si deux fichiers ont des octets en commun, le réseau ne peut stocker qu'une seule copie des octets communs. Cependant, ces fichiers peuvent être manipulés avec des classes Java par les développeurs pour créer des applications décentralisées sur le réseau.

## Technologie de validation de hashgraph[3]
La percée du hashgraph Hedera réside dans sa technique de validation. Son processus de validation est ce qui rend le hashgraph si rapide et économe en énergie. C'est aussi une technologie principale derrière son consensus.
Hedera - le registre distribué du réseau hashgraph est divisé en tours . Le tour est créé lorsqu'un événement devient capable de connecter plus de 2/3 des événements du tour en cours par plus de chemins que 2/3 de la population de nœuds. Ceci est fait pour s'assurer que les sommets (événements) du hashgraph « voient fortement » d'autres sommets. Les événements se voient fortement s'ils sont connectés par les multiples chemins dirigés passant par suffisamment de membres. Le « assez » est établi par le réseau. Ce concept est le fondement du reste de la preuve mathématique de l'accord byzantin avec probabilité un. L'accord byzantin établit la tolérance aux pannes byzantines d'un réseau. La tolérance aux pannes byzantine signifie qu'aucun membre (même participant à des groupes) ne peut empêcher la communauté de parvenir à un consensus ou de le perdre après l'avoir atteint.
Une fois le nouveau tour créé, les premiers nouveaux nœuds du second tour voteront s'ils sont d'accord sur les données contenues dans la première rangée d'événements du tour précédent. Ce vote est essentiellement un processus de vérification d'être connecté à ces nœuds.
La dernière étape de validation est la collecte des réponses des nœuds du 3e tour. Pour collecter les données, les nœuds du 4e tour sont nécessaires. Selon les règles de création du tour, ils doivent voir fortement le nœud du 3e tour. Lorsque l'un des nœuds du 4e tour réussit à recueillir plus de 2/3 de la population de votes positifs sur les données au 2e tour, le consensus est trouvé et les données sont validées.

## Hedera Hashgraph Crypto-monnaie[9]
Le réseau Hedera hashgraph aura une crypto-monnaie native, qui est un jeton utilitaire qui permet aux détenteurs de jetons d'accéder aux applications distribuées sur la plate-forme. L'équipe s'attend à ce que le jeton agisse comme une unité de valeur pour motiver une utilisation et une gouvernance responsables de la plateforme. Les avantages de vitesse et d'efficacité du réseau basé sur le hashgraph peuvent fournir à sa crypto-monnaie des fonctionnalités telles que :
- Haute accessibilité
- Vote virtuel démocratique
- Frais de transaction peu élevés
- Des paiements pratiques au quotidien[10]
- Réseau sécurisé[11]
- Consommation d'énergie raisonnable

L'objectif ultime sera d'établir une plate-forme de crypto-monnaie qui prend en charge les contrats intelligents, le développement de dapps, un grand nombre de développeurs d'applications intéressés avec une implémentation de toutes les fonctionnalités de la technologie hashgraph.

## Explorateurs
Dragonglasslass
Statistiques des nœuds du conseil, volume de transactions, valeur et types
HashHash Info
Soldes et historique des comptes, liste des comptes
HashArc
Nombre de transactions, volume échangé, historique du compte, dernières transactions